# Żdżary (West-Pommeren)
Żdżary (Duits: Eicheberg) is een dorp in de Poolse woiwodschap West-Pommeren. De plaats maakt deel uit van de gemeente Goleniów en telt ca. 120 inwoners.